# Centrale électrique de Kiev
La centrale thermique de Kiev, en ukrainien :Київська районна електростанція est une centrale thermique dans l'oblast de Kiev en Ukraine.

## Localisation
Elle se situe à Kiev au 15-17 de la rue de la centrale électrique.

## Historique
Elle a ouvert en 1930. Bâtie en style constructiviste sur un remblais, elle fournit, en plus de l'électricité un réseau de chaleur pour la ville. Elle est aussi connue sous la dénomination Kyiv TEC 2.

## Installations

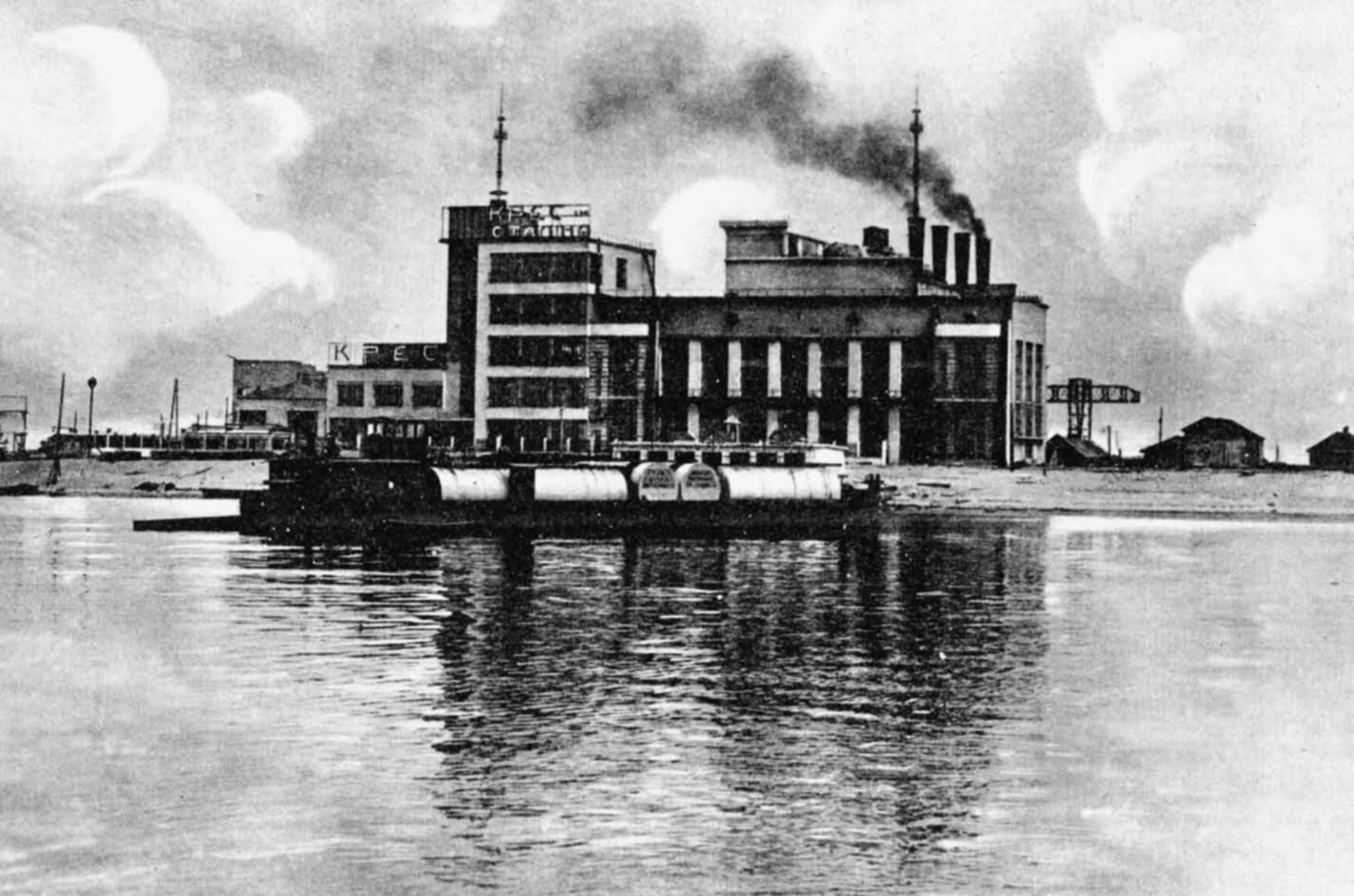
Sur une vue de 1930.

Les installations fonctionnent depuis 1930, en 1935, elle recevait la troisième turbine de 25 000 kW pour atteindre 81 Mw en 1961.